# Constantinos Hadzinikolaou
Constantinos Hadzinikolaou (griechisch Κωνσταντίνος Χατζηνικολάου Konstandinos Chatzinikolaou, * 1974 in Athen) ist ein griechischer Filmemacher, Videokünstler und Autor.

## Leben und Werk
Constantinos Hadzinikolaou studierte Vermessung an der Nationalen Technischen Universität Athen und Film an der Universität Paris III. Den Master für Digitale Kunst legte er an der Hochschule der Bildenden Künste Athen ab.
Das 3-minütige Video Anestis (2017) und der 23-minütige Super 8 Film Woyzeck (2017) wurden auf der Documenta 14 gezeigt. Ghosts of Freedom ist ein experimenteller Dokumentarfilm von Hadzinikolaou (in Zusammenarbeit mit der Künstlerin Yota Ioannidou (* 1976)). „Ausgehend von dem Mord an dem slowakischen Journalisten Ján Kuciak und seiner Verlobten Martina Kušnírová im Februar 2018 geht es in diesem Episodenfilm um die Grenzen der Redefreiheit, um die Illusion einer liberalen Demokratie und um die Kräfte, die diese Demokratie zersetzen: Mafiapraktiken, verbreitete Unwahrheiten, fake politics.“